# Wall of Soundz
Wall of Soundz è il terzo album in studio da solista del cantante irlandese Brian McFadden, pubblicato nel 2010.

## Tracce
1. Just Say So (featuring Kevin Rudolf) – 3:18
2. Chemical Rush – 3:42
3. Not Now (featuring Christian Lo Russo) – 2:55
4. Sign of the Times – 3:14
5. Mr. Alien – 4:05
6. Love Transfusion – 3:43
7. Less Talk – 3:36
8. Mistakes (featuring Delta Goodrem) – 3:44
9. Kickin' Around the Love – 3:17
10. Now We Only Cry – 2:48
11. When You Coming Home – 4:36
12. The Smile Song (bonus) – 3:11